# Раум, Давид
Давид Раум (нем. David Raum; род. 22 апреля 1998, Нюрнберг, Бавария) — немецкий футболист, защитник клуба «РБ Лейпциг». Участник летних Олимпийских игр 2020 в Токио. Участник чемпионата мира 2022 и чемпионата Европы 2024 годов.

## Клубная карьера
Раум — воспитанник клубов «Туспо Нюрнберг» и «Гройтер Фюрт». 27 января 2017 года в матче против «Мюнхен 1860» он дебютировал во Второй Бундеслиге, в составе последнего. 26 ноября в поединке против «Санкт-Паули» Давид забил свой первый гол за «Гройтер Фюрт». Летом 2021 года в Раум подписал контракт с клубом «Хоффенхайм». 14 августа в матче против «Аугсбурга» он дебютировал в Бундеслиге. 11 декабря в поединке против «Фрайбурга» Давид забил свой первый гол за «Хоффенхайм».
Летом 2022 года Раум перешёл в «РБ Лейпциг», подписав контракт на 5 лет. 7 августа в матче против «Штутгарта» он дебютировал за новую команду. 16 сентября 2023 года в поединке против «Аугсбурга» Давид забил свой первый гол за «РБ Лейпциг». В своём дебютном сезоне игрок помог команде завоевать Кубок и Суперкубок Германии. 25 октября в матче Лиги чемпионов против сербской «Црвены звезды» он забил гол.

## Карьера в сборной
В 2017 году в составе юношеской сборной Германии Раум принял участие в юношеском чемпионате Европы в Грузии. На турнире он сыграл в матчах против команд Нидерландов, Болгарии и Англия.
В 2021 году в составе молодёжной сборной Германии Раум выиграл золотые медали молодёжного чемпионата Европы в Венгрии и Словении. На турнире он сыграл в матчах против команд Дании, Нидерландов и Португалии.
В 2021 году в составе олимпийской сборной Германии Раум принял участие в летних Олимпийских играх 2020 в Токио. На турнире он сыграл в матчах против команд Бразилии, Саудовской Аравии и Кот-д’Ивуара.
5 сентября 2021 года в отборочном матче чемпионата мира 2022 против сборной Армении Раум дебютировал за сборную Германии.
В 2022 году Раум принял участие в чемпионате мира 2022 в Катаре. На турнире он сыграл в матчах против сборных Японии, Испании и Коста-Рики.
В 2024 году Раум принял участие в домашнем чемпионате Европы. На турнире он сыграл в матчах против сборных Швейцарии, Дании и Испании.

## Достижения
Командные
«РБ Лейпциг»
- Обладатель Кубка Германии: 2022/23

Международные
Германия (до 21)
- Победитель молодёжного чемпионата Европы — 2021